# Анімаліст

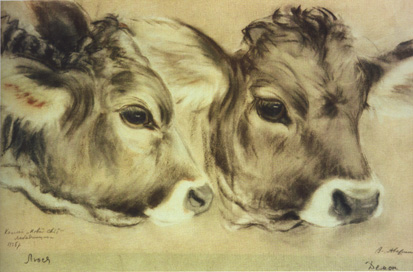
В. Г. Аверін, «Телята», 1936 р.

Анімалі́ст (від лат. animalis — «звір», «тварина») — художник, що зображує тварин. Чудові своєю життєвістю зображення тварин зустрічаються вже в пізньому палеоліті, у європейському мистецтві яскраво виражені А. з'явилися вперше в Голландії в 17 ст. (А. Кейп, П. Поттер та ін.), пізніше — у Франції (Барі, Тройон), Німеччині (П. Мейєргейм), Швейцарії (Сегантіні).
У Росії видатними анімалістами 19 ст. були скульптори П. Клодт (скульптурні групи на Анічковому мосту в Санкт-Петербурзі), Є. Лансере. Багато уваги зображенню тварин приділяли П. Соколов, М. Сверчков, В. Сєров, у XX ст. — В. Ватагін.

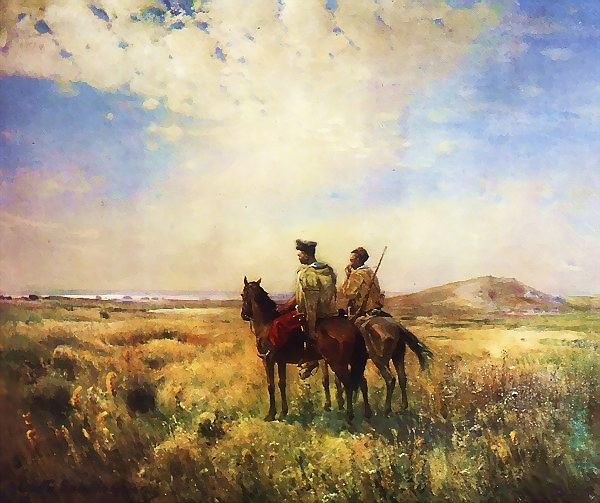
Сергій Васильківський «Сторожа запорозьких вольностей», 1890 р.

В українському мистецтві до анімалістичної тематики зверталися Сергій Васильківський, Сергій Світославський, Леонід Позента та інші.
За радянських часів анімалістичні мотиви в українському малярстві розробляв баталіст М. Самокиш; успішно працював у цьому жанрі графік В. Аверін. Незвичайним анімалістом був ентомолог і художник В. С. Гребенников — він малював «портрети» комах.
В наш час з поміж українських художників-анімалістів можна назвати Ігоря Землянських, Марисю Рудську, Яну Хачікян.